# Сандиков

Сандиков (англ. Sandycove; ирл. Cuas an Ghainimh) — пригород в Ирландии, находится в графстве Дун-Лэаре-Ратдаун (провинция Ленстер). Население — 3735 человек (2006, перепись).
Местная железнодорожная станция была открыта 11 октября 1855 года. 20 декабря 1940 года станцию атаковали Военно-воздушные силы Германии, оставив после бомбардировки три пробоины.